# Recrue de la saison de la Ligue canadienne de hockey

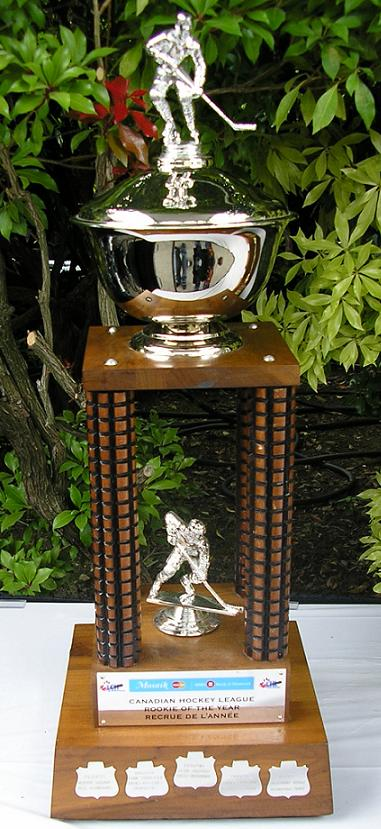
La coupe reçue par la meilleure recrue lors de la Coupe Memorial 2007.

La meilleure recrue de la saison de la Ligue canadienne de hockey reçoit chaque année un prix.

## Vainqueur
| Saison    | Récipiendaire                                               | Équipe                                                      | Ligue                                                       |                                                             |
| --------- | ----------------------------------------------------------- | ----------------------------------------------------------- | ----------------------------------------------------------- | ----------------------------------------------------------- |
| 1987-1988 | Martin Gélinas                                              | Olympiques de Hull                                          | LHJMQ                                                       |                                                             |
| 1988-1989 | Yanic Perreault                                             | Draveurs de Trois-Rivières                                  | LHJMQ                                                       |                                                             |
| 1989-1990 | Petr Nedvěd                                                 | Thunderbirds de Seattle                                     | LHOu                                                        |                                                             |
| 1990-1991 | Philippe Boucher                                            | Bisons de Granby                                            | LHJMQ                                                       |                                                             |
| 1991-1992 | Alexandre Daigle                                            | Tigres de Victoriaville                                     | LHJMQ                                                       |                                                             |
| 1992-1993 | Jeff Friesen                                                | Pats de Regina                                              | LHOu                                                        |                                                             |
| 1993-1994 | Vitali Iatchmeniov                                          | Centennials de North Bay                                    | LHO                                                         |                                                             |
| 1994-1995 | Bryan Berard                                                | Red Wings Junior de Détroit                                 | LHO                                                         |                                                             |
| 1995-1996 | Joe Thornton                                                | Greyhounds de Sault Ste. Marie                              | LHO                                                         |                                                             |
| 1996-1997 | Vincent Lecavalier                                          | Océanic de Rimouski                                         | LHJMQ                                                       |                                                             |
| 1997-1998 | David Legwand                                               | Whalers de Plymouth                                         | LHO                                                         |                                                             |
| 1998-1999 | Pavel Brendl                                                | Hitmen de Calgary                                           | LHOu                                                        |                                                             |
| 1999-2000 | Dan Blackburn                                               | Ice de Kootenay                                             | LHOu                                                        |                                                             |
| 2000-2001 | Scottie Upshall                                             | Blazers de Kamloops                                         | LHOu                                                        |                                                             |
| 2001-2002 | Patrick O'Sullivan                                          | IceDogs de Mississauga                                      | LHO                                                         |                                                             |
| 2002-2003 | Matt Ellison                                                | Rebels de Red Deer                                          | LHOu                                                        |                                                             |
| 2003-2004 | Sidney Crosby                                               | Océanic de Rimouski                                         | LHJMQ                                                       |                                                             |
| 2004-2005 | Benoît Pouliot                                              | Wolves de Sudbury                                           | LHO                                                         |                                                             |
| 2005-2006 | John Tavares                                                | Generals d'Oshawa                                           | LHO                                                         |                                                             |
| 2006-2007 | Patrick Kane                                                | Knights de London                                           | LHO                                                         |                                                             |
| 2007-2008 | Taylor Hall                                                 | Spitfires de Windsor                                        | LHO                                                         |                                                             |
| 2008-2009 | Brett Connolly                                              | Cougars de Prince George                                    | LHOu                                                        |                                                             |
| 2009-2010 | Matt Puempel                                                | Petes de Peterborough                                       | LHO                                                         |                                                             |
| 2010-2011 | Naïl Iakoupov                                               | Sting de Sarnia                                             | LHO                                                         |                                                             |
| 2011-2012 | Mikhaïl Grigorenko                                          | Remparts de Québec                                          | LHJMQ                                                       |                                                             |
| 2012-2013 | Valentin Zykov                                              | Drakkar de Baie-Comeau                                      | LHJMQ                                                       |                                                             |
| 2013-2014 | Nikolaj Ehlers                                              | Mooseheads d'Halifax                                        | LHJMQ                                                       |                                                             |
| 2014-2015 | Alex DeBrincat                                              | Otters d'Érié                                               | LHO                                                         |                                                             |
| 2015-2016 | Alexander Nylander                                          | Steelheads de Mississauga                                   | LHO                                                         |                                                             |
| 2016-2017 | Nico Hischier                                               | Mooseheads d'Halifax                                        | LHJMQ                                                       |                                                             |
| 2017-2018 | Alexis Lafrenière                                           | Océanic de Rimouski                                         | LHJMQ                                                       |                                                             |
| 2018-2019 | Quinton Byfield                                             | Wolves de Sudbury                                           | LHO                                                         |                                                             |
| 2019-2020 | Shane Wright                                                | Frontenacs de Kingston                                      | LHO                                                         |                                                             |
| 2020-2021 | Saison annulée dans la LHO et séries annulées dans la LHOu. | Saison annulée dans la LHO et séries annulées dans la LHOu. | Saison annulée dans la LHO et séries annulées dans la LHOu. | Saison annulée dans la LHO et séries annulées dans la LHOu. |
| 2021-2022 | Brayden Yager                                               | Warriors de Moose Jaw                                       | LHOu                                                        |                                                             |
| 2022-2023 | Maxim Massé                                                 | Saguenéens de Chicoutimi                                    | LHJMQ                                                       |                                                             |
| 2023-2024 | Gavin McKenna                                               | Tigers de Medicine Hat                                      | LHOu                                                        |                                                             |